# Jak jsem vyhrál válku
Jak jsem vyhrál válku (v anglickém originále How I Won the War) je humoristický a satirický román anglického spisovatele Patricka Ryana z roku 1963, podle kterého byl později natočen i stejnojmenný film z roku 1967 režiséra  Richarda Lestera. Jde o ostře satirické protiválečné dílo, které se odehrává nejprve ve Velké Británii, poté na severoafrickém válčišti, dále na jižní frontě v Itálii (konkrétně během bitvy o Monte Cassino), v povstaleckém Řecku a nakonec i na západní frontě v nacistickém Německu, to vše během druhé světové války.  
Hlavní postavou díla je poručík Ernest Goodbody, nešikovný intelektuál, který se shodou příznivých náhod stal důstojníkem britské armády a jako takový se ocitl uprostřed válečného dění postupně hned na několika bojištích druhé světové války.

## Filmová verze
V roce 1967 byla natočena stejnojmenná filmová verze (How I Won the War), která je, mimo jiné, také zajímavá tím, že zde vystupoval proslulý člen skupiny The Beatles John Lennon. Snímek režíroval Richard Lester.

## Divadlo
Podle této literární předlohy nastudovalo příbramské divadlo Antonína Dvořáka stejnojmennou hru, která měla premiéru 5. října 2006. Režíroval ji Milan Schejbal, roli Ernesta Goodbodyho ztvárnil Zbigniew Kalina a Maloneyho Dalibor Gondík.